# Felsenweg Bürgenstock
Als Felsenweg Bürgenstock wird die Schweizer Wanderroute 566 (eine von 269 lokalen Routen) in den Urner Alpen bezeichnet. Sie beginnt auf dem Bürgenstock im Schweizer Kanton Nidwalden und führt an der Nordseite des Bergmassivs in östlicher Richtung vorbei an der unteren Station des Hammetschwand-Lifts zum Känzeli und dann auf der Südseite das Hotel Honegg sowie Gasthaus Trogen passierend zurück zum Ausgangspunkt.
Der Startpunkt (869 m ü. M.) ist mit einer Standseilbahn vom Kehrsiten aus zu erreichen; der höchste Punkt (1081 m ü. M.) ist kurz vor dem Wegabzweig nahe dem Känzeli erreicht. Die Wegstrecke beträgt fünf Kilometer. Es sind 190 Höhenmeter im Auf- und Abstieg zu überwinden; die Wanderzeit wird mit einer Stunde und 25 Minuten angegeben.

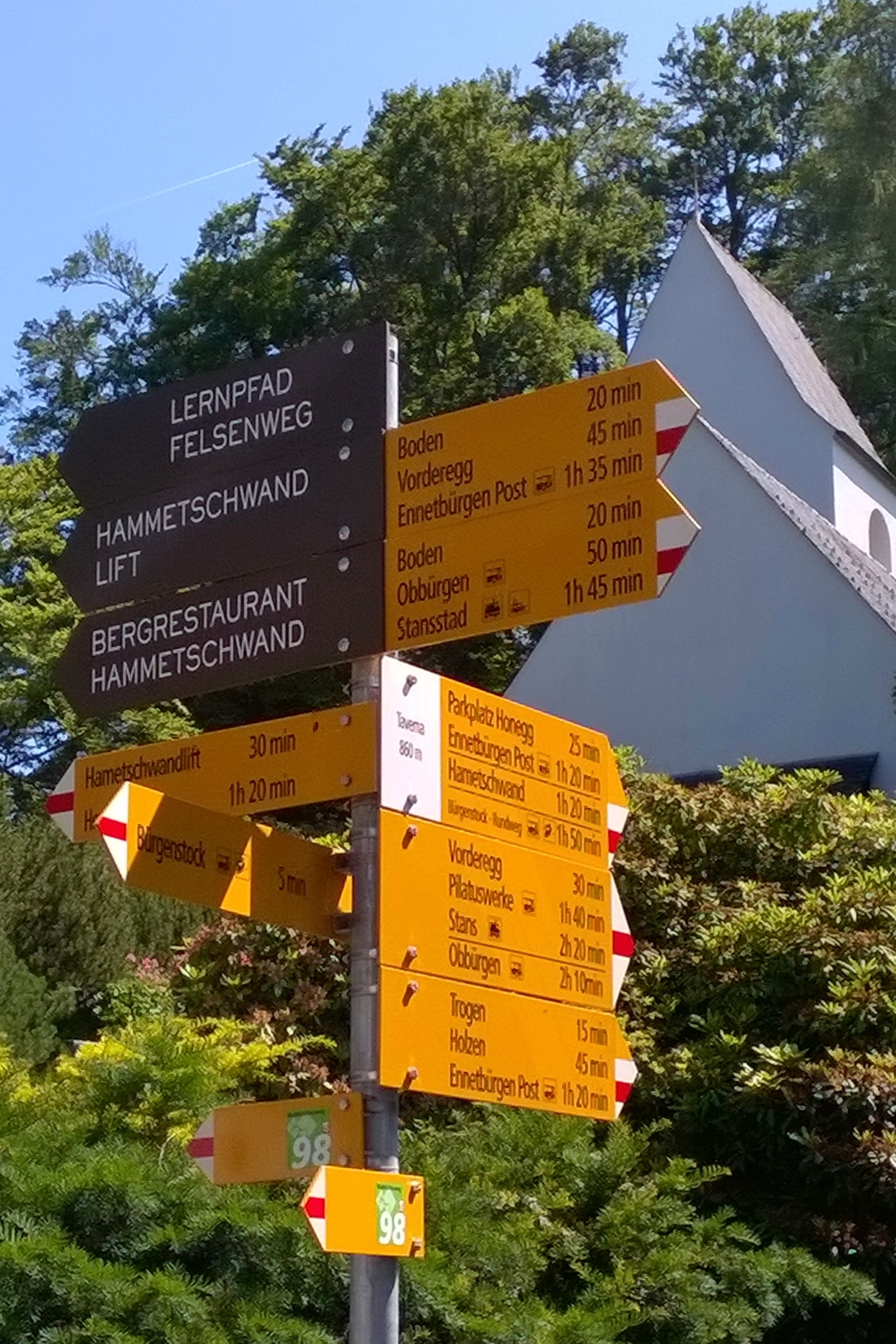
Wegweiser am Westzugang

## Lernpfad mit Aussicht
Der eigentliche Felsenweg wurde schon Anfang des 20. Jahrhunderts erbaut, war eine Zeit lang gesperrt, wurde erneuert und gesichert. Dieses Teilstück liegt auf dem Gebiet des Kantons Luzern und verläuft zusammen mit der sechsten Etappe des Waldstätterwegs (regionale Route 98).
Hier wurde von der Pädagogischen Hochschule Luzern und der Kunst- & Kulturstiftung Bürgenstock der Lernpfad Felsenweg eingerichtet.
Die Wanderung kann etwa in der Mitte des nördlichen Abschnitts unterbrochen werden, indem man mit dem Lift auf die Bergkuppe fährt, wo sich auch eine Gaststätte befindet. Alternativ kann man vom Känzeli auch zu Fuss die Hammetschwand ersteigen. Das Kreuz am höchsten Punkt steht auf 1128 m ü. M. Von hier ist auch ein Abstieg westwärts zum Ausgangspunkt möglich.
Der nördliche Teil (in der Karte gestrichelt) ist im Winter gesperrt.

## Nachweise
1. ↑  Alle lokalen Routen bei SchweizMobil.
2. ↑  Lage und Höhe gemäss «geo admin.ch».